# Марк Цецилий Метелл (легат)
(Марк) Цеци́лий Мете́лл (лат. (Marcus) Caecilius Metellus; умер после 31 года до н. э.) — римский государственный и политический деятель из плебейского рода Цецилиев, занимавший в неустановленном году должность претора. Предполагаемый народный трибун 55 года до н. э. Участник морского сражения у мыса Акций (31 год до н. э.). Непримиримый противник Гая Юлия Цезаря Октавиана.

## Происхождение

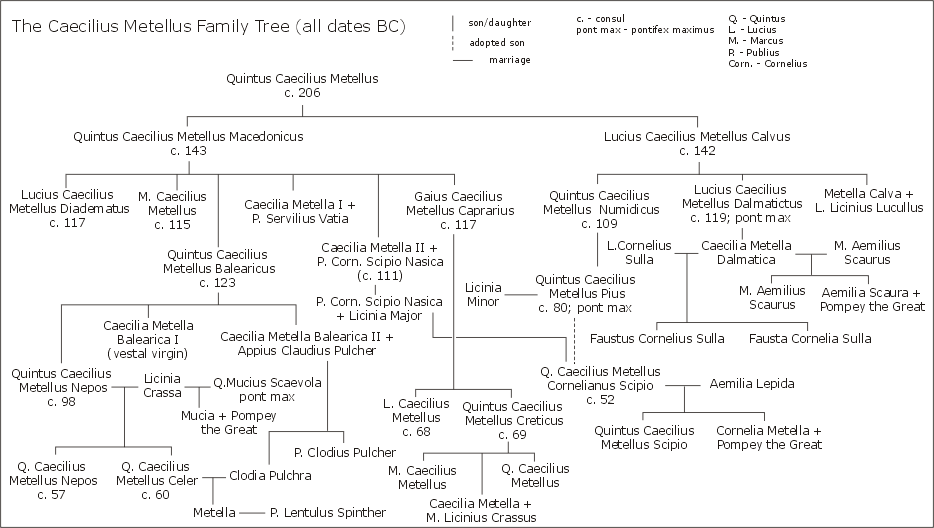
Цецилии Метеллы

Цецилий принадлежал к влиятельному плебейскому роду Цецилиев Метеллов, происходившему, согласно легенде, от сына бога Вулкана Цекула, основателя города Пренесте. Метеллы вошли в состав сенаторского сословия в начале III века до н. э.: первый консул из этого рода был избран в 285 году до н. э. Предположительно, Цецилий мог приходиться младшим сыном консулу 69 года до н. э. Квинту Цецилию Метеллу, прозванному за свои военные заслуги «Критским» (Creticus).

## Биография
Известно, что летом 60 года до н. э. некий Марк Метелл устраивал гладиаторские игры, ввиду чего немецкий учёный В. Друман, ссылаясь на ещё одно сохранившееся письмо Цицерона, выдвинул версию, что Цецилий в это время мог занимать должность квестора. Однако автор классического справочника по римским магистратам Роберт Броутон смело датирует квестуру Цецилия 59 годом. 
В 55 до н. э. Цецилий, по всей видимости, занимал должность плебейского трибуна и пытался воспрепятствовать походу Красса в Парфию. В 43 г. до н. э., вероятно, в числе прочих сенаторов был проскрибирован. В последовавшей за этими событиями очередной гражданской войне (44—42 гг. до н. э.) Цецилий был непримиримым противником пасынка покойного диктатора и категорически отвергал все предложения о переходе на его сторону. 
В 31 до н. э. уже преторий (то есть экс-претор) Метелл был военачальником Марка Антония и осенью текущего года попал в плен в битве при Акции. Несмотря на давние обиды, Гай Юлий Цезарь Октавиан всё же помиловал Метелла по просьбе его сына.

## Потомки
В браке с неизвестной Цецилий Метелл имел сына, носившего преномен «Квинт», осенью 31 года до н. э. так же участвовавшего в морском бою у побережья Египта (на стороне Октавиана, в отличие от отца). По-видимому, именно этого Квинта Цецилия упоминает одна сохранившаяся надпись из Каралиса как городского претора и проконсула Сардинии.